# Jezioro Głębokie (powiat nowotomyski)
Jezioro Głębokie – jezioro w Polsce, w województwie wielkopolskim, w powiecie nowotomyskim, w gminie Miedzichowo.

## Hydronimia
Jezioro pojawia się w źródłach w 1935 jako Jez. Głębokie , a następnie Tiefer See  (1944). Państwowy rejestr nazw geograficznych jako nazwę zestandaryzowaną akwenu podaje Jezioro Głębokie, nie wymieniając nazw obocznych.

## Morfometria
Według danych Instytutu Meteorologii i Gospodarki Wodnej powierzchnia zwierciadła wody jeziora wynosi 28,9 ha, natomiast według danych Instytutu Rybactwa Śródlądowego wielkość to 30 ha.
Średnia głębokość zbiornika wodnego to 6,6 m według IMGW i 6,4 według IRŚ, a maksymalna – 15,7 m lub 17 m. Objętość jeziora według różnych źródeł wynosi od 1907,4 tys. m³ do 1900 tys. m³. Maksymalna długość jeziora to 840 m, a szerokość 490 m. Długość linii brzegowej wynosi 2450 m. Lustro wody znajduje się na wysokości 51,3 m n.p.m.
Według Mapy Podziału Hydrograficznego Polski jezioro jest położone na terenie zlewni ósmego poziomu Bezpośrednia zlewnia jez. Wielkiego. Identyfikator MPHP to 18787519.

## Zagospodarowanie
Administratorem wód jeziora jest Regionalny Zarząd Gospodarki Wodnej w Poznaniu. Utworzył on obwód rybacki, który obejmuje wody jezior  Głębokie i Proboszczowskie (Obwód rybacki Jeziora Głębokie na cieku bez nazwy w zlewni rzeki Obra – Nr 1). Gospodarkę rybacką na jeziorze prowadzi Tomasz Jabłoński.

## Ochrona Środowiska
Jezioro znajduje się na terenie Miedzichowskiego Parku Krajobrazowego oraz w granicach dwóch obszarów sieci Natura 2000: specjalnego obszaru ochrony siedlisk „Rynna Jezior Obrzańskich” PLH080002 i obszaru specjalnej ochrony ptaków „Jeziora Pszczewskie i Dolina Obry” PLB080005.